# Josep Maria Cruzet
Josep Maria Cruzet Sanfeliu (Barcelona, 1903 - 17 de febrero de 1962) editor y librero español, fundador de la emblemática librería Catalònia y de la Editorial Selecta, primera editorial que logró publicar en catalán tras la guerra civil. Fue el editor que inició la publicación de las Obras Completas de Josep Pla, interrumpida a causa de la repentina muerte de Cruzet.